# Vermenton (tổng)
Tổng Toucy là một tổng của Tỉnh của Yonne.

## Phân chia hành chính
Tổng Toucy réunit les xã de:
- Beauvoir;
- Diges;
- Dracy;
- Égleny;
- Fontaines;
- Lalande;
- Leugny;
- Levis;
- Lindry;
- Moulins-sur-Ouanne;
- Parly;
- Pourrain;
- Toucy;
- Villiers-Saint-Benoît.

## Hành chính
| Ngày bầu | Tên | Qualité |
| -------- | --- | ------- |
|          |     |         |

## Phân chia hành chính
Tổng Vermenton réunit les 13 xã suivantes:
- Accolay;
- Arcy-sur-Cure;
- Bazarnes;
- Bessy-sur-Cure;
- Bois-d'Arcy;
- Cravant;
- Lucy-sur-Cure;
- Mailly-la-Ville;
- Prégilbert;
- Sacy;
- Sainte-Pallaye;
- Sery;
- Vermenton.

## Hành chính
| Ngày bầu | Tên | Qualité |
| -------- | --- | ------- |
|          |     |         |